# 八木隆行
八木 隆行（やぎ たかゆき、1975年5月20日 - ）は、日本のレフェリー、プロレスラー。

## 経歴
メキシコへ渡り、闘龍門の7期生として入門。T2Pのメンバーとして編成される。
2001年1月19日、八木隆行としてデビュー。漁師ギミックが与えられてベビーフェイスとして活動していたがユニット「イタリアン・コネクション」に加入してヒールに転向してミラノコレクションA.T.にリングネームをペスカトーレ八木と改名させられる（ペスカトーレはイタリア語で「漁師」の意味）。闘龍門JAPANにも参戦してキャラが被っている事から新井健一郎と抗争が起きて互いのトレードマークである坊主頭をかけて、おそらくプロレス史上初の敗者髪伸ばしマッチに敗れる。
2003年1月27日、T2Pが解散するとJAPANに合流して実家がナポリの漁師ではなく、千葉県のパン屋である事を告白してフランスパンで相手を殴る（実家の父に鉄よりも固く焼いてもらったという設定）パン屋ギミックに変更してリングネームをベーカリー八木に改名。9月、レフェリーに転向してユニット「フロリダ・ブラザーズ」の試合は必ずレフェリーを務めて彼らとの掛け合いで人気を博す。フロリダ・ブラザーズ戦限定で星条旗模様のシャツと大きなサングラス（度入りで落としては反則を見逃すというギミックだった）を着用していた。
2004年、覆面レスラー「ジョンソン・フロリダ」として復帰してレフェリー活動と並行して時折、試合にも出場している。ユニット「Do FIXER」とのカベジェラ・コントラ・マスカラマッチに敗れて自主的にバリカンを入れて坊主頭を取り戻した。フロリダ・ブラザーズ解散の以降は再び、レフェリーに専念している。ただし、未だに選手としては引退していない。
2006年8月、レフェリー兼大会本部長を務めていた神田裕之が復帰したことにより、大会本部長に就任。
2021年8月2日、斎藤了がDRAGON GATEのゼネラルマネージャーと大会本部長に就任、正式な発表は無いが今後はレフェリーに専念すると思われる。

## 得意技
渦巻きコロネ（旧：うず潮フィッシャーマン）
バターロール（旧：ヒレ折り固め）
タコつぼ固め
フランスパン攻撃
セントーン
ラリアット

## エピソード
- 髪の毛が薄くなってきてからは試合中に岩佐拓などが相手の髪をちぎっては八木の頭に乗せるという行為をするようになる。植毛ということで八木も嬉しそうな顔をする。スペル・シーサーのマスクのボアでも同じことをやったことがある。
- レフェリーに転向したあとも存在感が大きく、真面目なレフェリーから、お笑いまでこなせる。
- 選手出身であるため、ヒールレスラーに暴行を加られると逆にジャーマンスープレックス、バックドロップ、ラリアットで反撃する事もある。
- ユニット抗争などが起き始めるとリングサイドに駆け寄り、「面白そうだなぁ」と喋り、マッチメイクを行ったりする。
- ドラゴン・キッドはうず潮フィッシャーマンを絶賛しており若手選手への伝授を求めたことがあるが、八木が技の掛け方を忘れてしまったため叶わなかった。

## ジョンソン・フロリダ
ジョンソン・フロリダは、八木と関係が深いとされる日本の覆面レスラー。

### 経歴
ジャクソン・フロリダのパートナーとして登場してユニット「フロリダ・エクスプレス」の一員として活動。フロリダ・エクスプレス解散後もジョンソンとのユニット「スーパー・フロリダ・ブラザーズ」として不定期参戦。

### タイトル歴
- オープン・ザ・お笑いゲート王座